# 無量光寺の首大仏

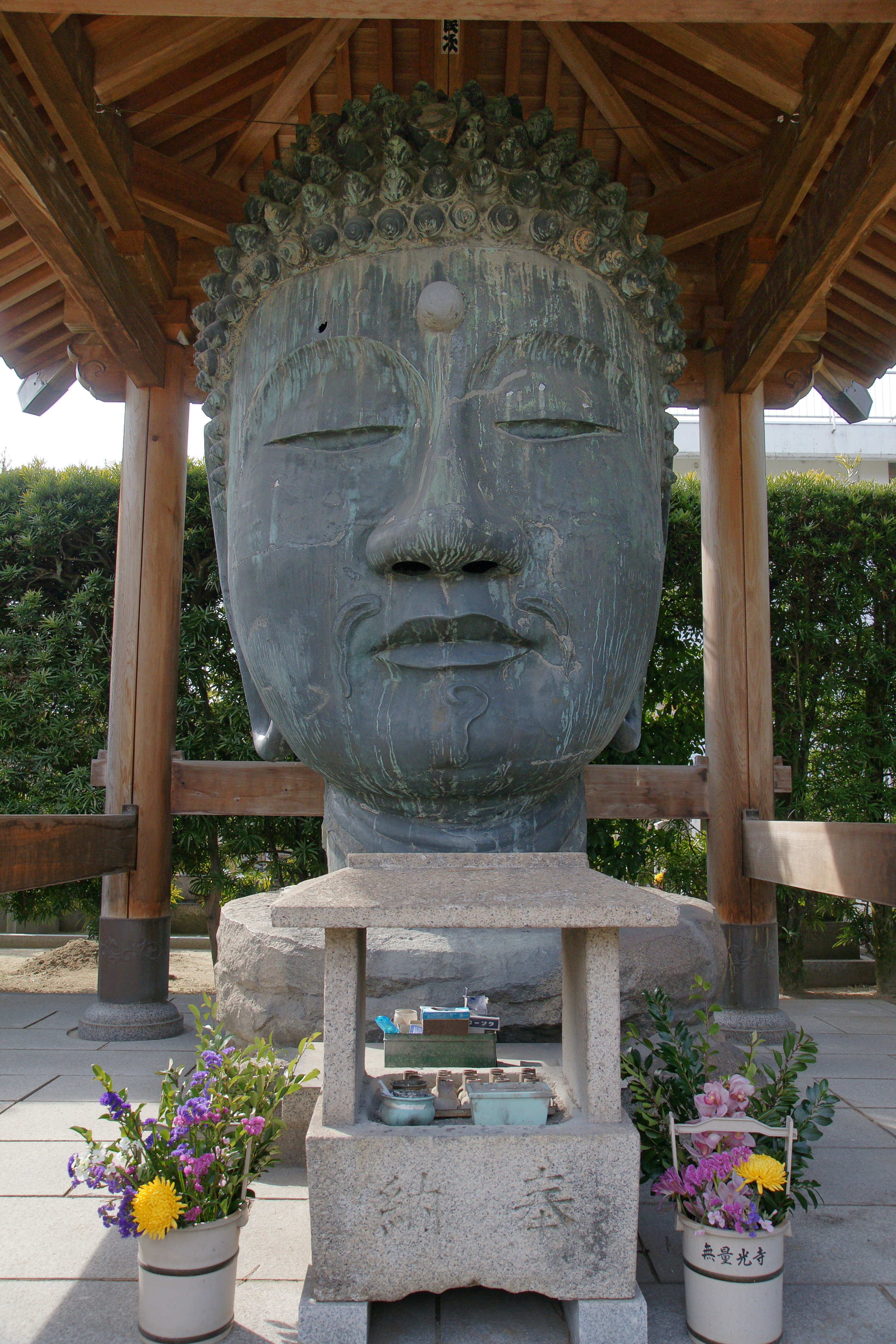
正面

無量光寺の首大仏（むりょうこうじのおぼとけ）は、和歌山県和歌山市吹上の無量光寺にある頭部のみの大仏（盧舎那仏の銅像）である。

## 概要
初代の大仏（座像、高さ約5m）は大福寺に江戸時代享保年間に建立された。現在の大仏は2代目で、天保6年（1835年）の初代大仏火災焼失後直に初代像の銅を使用して制作され、天保11年7月24日（1840年）に同じく大福寺にて開眼法要が営まれたものである。
本来、大仏は全身像（座像）が基本であるが、ここの大仏は首から上の部分しかない。首だけしかない理由は大福寺の経済力にあったとされ、御首に身体を継ぐこと幾度か検討したが巨額の費用がかかるために断念したとされる。首大仏像は3メートルあり、若し座像となれば像高約13mと推定される。
大福寺は安政元年（1854年）に発生した安政大地震で全壊し、明治41年（1908年）には廃寺となったため、首大仏は本山にあたる無量光寺に移された。現在、当大仏は「首から上の願いを叶える」と云われ、多くの受験生らが参詣する。

## 所在地
〒640-8137 和歌山県和歌山市吹上5-1-35　無量光寺

## 交通アクセス
- JR和歌山駅2番のりばまたは南海和歌山市駅2のりばより和歌山バスに乗車し、小松原五丁目停留所下車、徒歩約10分。

## ギャラリー

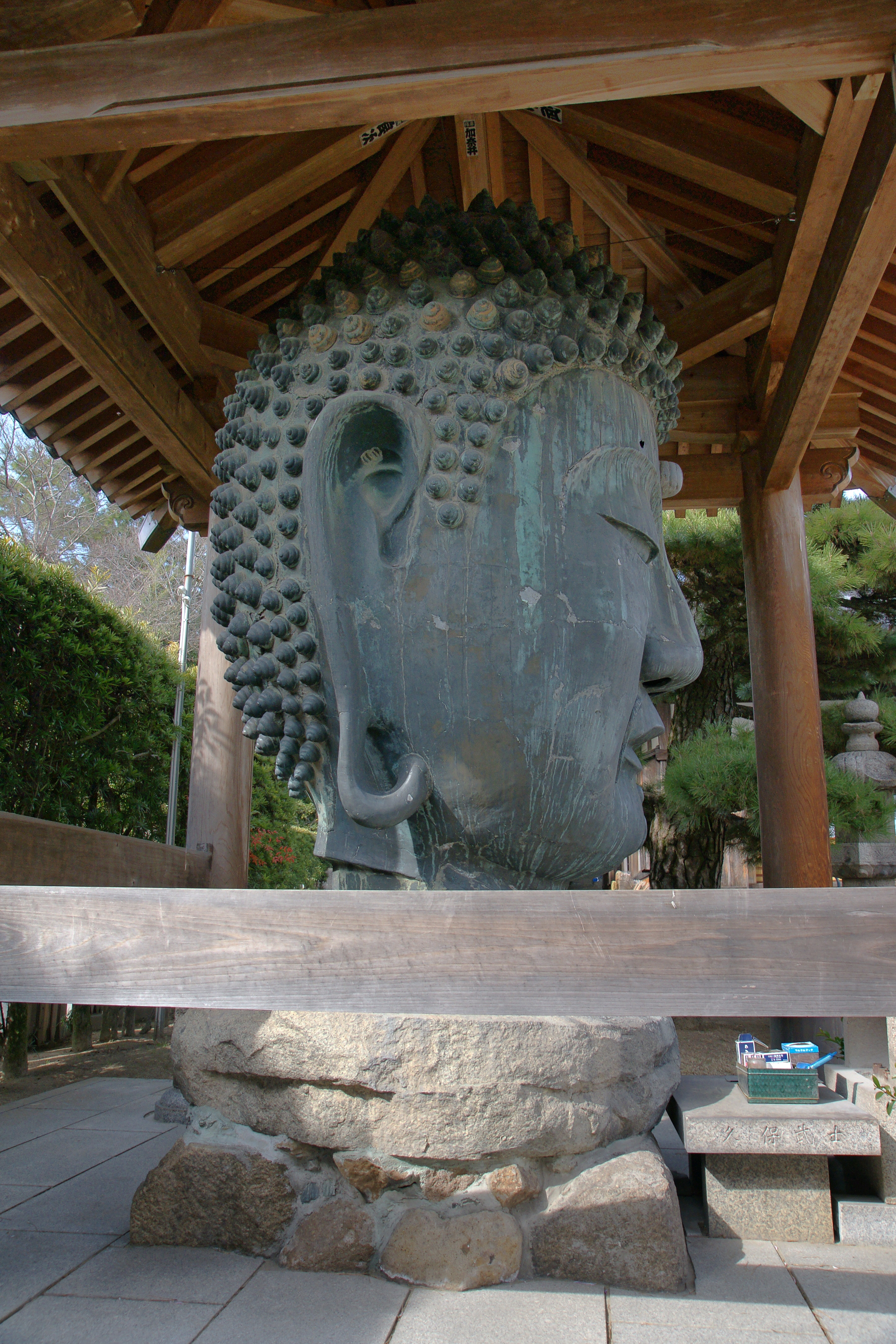
横顔
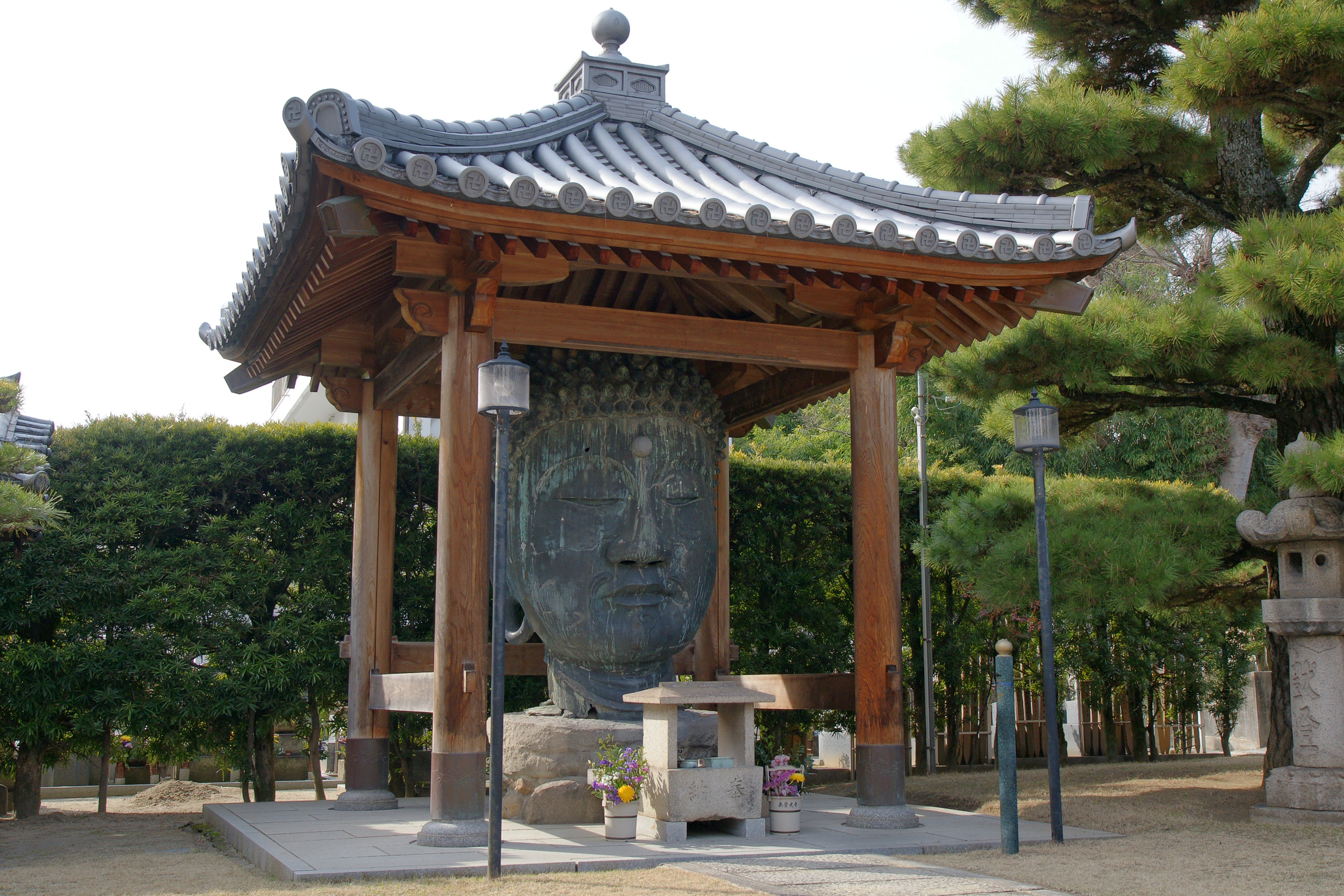
遠景